# Transports au Monténégro
Cet article présente les infrastructures de transport du Monténégro.

## Chemins de fer

### caractéristiques
Total : 250 km
- Voies normales : 250 km dont :
  - Voies électrifiées : 162 km

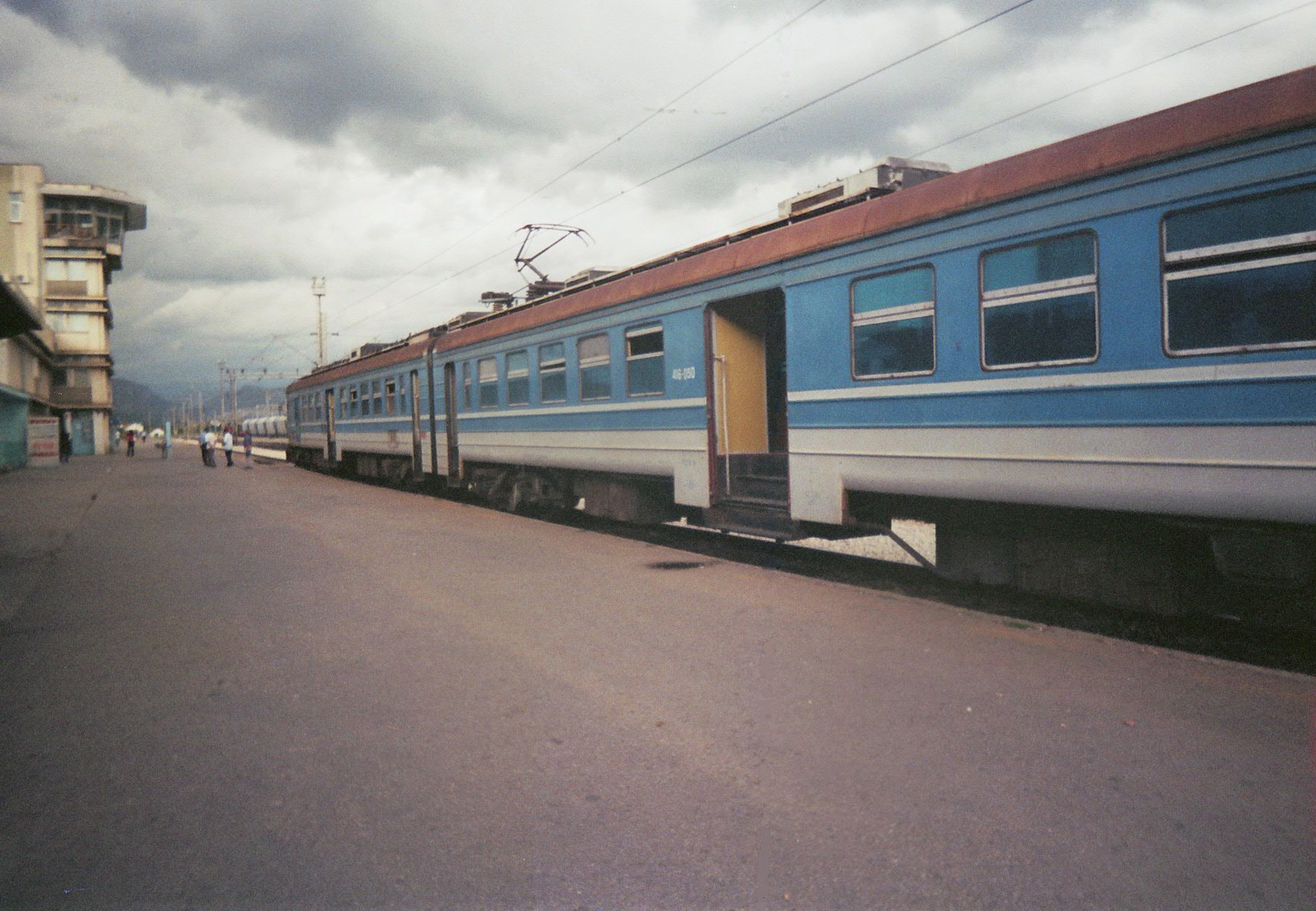
Train en gare de Podgorica

  - Voies non-électrifiées : 88 km

La ŽPCG est la compagnie nationale qui gère le transport ferroviaire de passagers.
Les trains circulent à gauche.

### Connexion ferroviaire avec les pays adjacents
Le Monténégro possède une connexion ferroviaire avec deux de ses quatre pays voisins :
- Serbie : même écartement, même signalisation
- Albanie : même écartement, utilisée uniquement pour le fret
- Croatie : aucune connexion directe
- Bosnie-Herzégovine : aucune connexion directe

## Routes
- Total : 5 277 km
- Revêtues : 1 729 km, dont aucune construite selon les standards européens en matière d'autoroutes.
- Non revêtues : 3 548 km

### En cours
En 2014, le gouvernement a confié à une entreprise d'État chinoise la construction d'une autoroute reliant le port de Bar à la ville serbe de Boljare en passant par Podgorica, la capitale du Monténégro. L'opération est financée par des crédits avancés par les banques chinoises dans le cadre des Nouvelles routes de la Soie promues par le président Xi Jinping. Situé dans une région montagneuse le projet prévoit une vingtaine de tunnels et viaducs sur un parcours de 130 kilomètres. À ce jour seul un tronçon de 40 km a été livré alors que le Monténégro doit se libérer de la première échéance du prêt,

## Ports maritimes et fluviaux
Le port de Bar est le principal port maritime du Monténégro, avec une capacité de transport de 5 millions de tonnes. Les villes de Kotor, Risan, Tivat et Zelenika sont également équipés de ports maritimes.

## Ferries
Des services de ferries sont assurés au départ de Bar à destination de l'Italie vers les ports de Bari et d'Ancône. 

## Aéroports
Le Monténégro est desservi par deux aéroports internationaux qui sont les suivants (code AITA entre parenthèses) :
- Aéroport de Podgorica (TGD)
- Aéroport de Tivat (TIV)

L'aéroport de Podgorica est équipé d'un nouveau terminal, plus moderne. L'aéroport de Tivat a été agrandi et modernisé afin de pouvoir accueillir des vols de nuit. 
Les villes de Berane, Žabljak et Nikšić sont également équipées de petits aéroports destinés à l'aviation générale et non à l'aviation commerciale.